# Верхуслава-Антонія Всеволодівна
Верхуслава-Антонія Всеволодівна (1180/1181 — після 1222) — дружина Галицького князя Ростислава Рюриковича.

## Життєпис
Походила з династії Рюриковичів, гілки Юрійовичів. Донька Всеволода III, великого князя Володимирського, та Марії Шварнівни. Народилася у 1180 або 1181 році. У 1188 році (менш імовірно, в 1189) у 8-річному віці була видана заміж за 16-річного князя Ростислава Рюриковича, сина Рюрика Ростиславича Овруцького. Цим батьки подружжя зміцнили свій політичний союз. Відповідно до Київського літопису, весілля відбулося 26 вересня в Білгороді
У січні 1194 року княгиня Верхуслава супроводжувала чоловіка до Смоленська. Дізнавшись про їх перебування там, Всеволод Юрійович запросив зятя й доньку до себе в Суздаль. Ростислав і Верхуславу провели тут усю зиму, після чого Всеволод обдарував їх «дар'мі багатьма і з честю великою … відпусти у своясі».
У Вишгороді взимку 1198 року у Верхуслави народилася дочка, названа на хрещенні Євфросинії і отримала також ім'я Ізмарагд (смарагд). Її виховав у Києві дід Рюрик, що став на той час великим князем Київським. Того ж року княгиня разом з чоловіком та іншими членами родини Рюрика Ростиславича брала участь у святі, влаштованому великим князем з нагоди завершення будівництва і освячення кам'яної стіни в київському Видубицькому Михайлівському монастирі.
У 1204 році після захоплення Києва Романом Мстиславичем Верхуславу разом з чоловіком відправлено до Галича як бранців. У 1205 році після загибелі Романа й відновлення влади Рюрика Ростиславича у Києві разом з чоловіком повернулася до Вишгорода. У 1210—1211 роках була галицькою княгинею разом з чоловіком Ростиславом.
У 1218 році після смерті чоловіка повернулася до Володимира-на-Клязьмі. Тут княгиня опинилася в центрі суспільного і церковного життя, зокрема вела листування з Симоном, єпископом Володимиро-Суздальським і печерським ченцем Полікарпом, намагалася впливати на поставлення на єпископські кафедри. Як повідомляв єпископ Симон, княгиня мала намір витратити «і до 1000 сребра» на те, щоб поставити Полікарпа єпископом на одну з вільних кафедр в Новгороді, Смоленську або Юр'єві. Проти цього виступив єпископ Симон.
Остання згадка про Верхуславу припадає на 1222 рік.